# Le Pas
Le Pas é uma comuna francesa na região administrativa da Pays de la Loire, no departamento de Mayenne. Estende-se por uma área de 21,9 km². Em 2010 a comuna tinha 560 habitantes (densidade: 25,6 hab./km²).